# Bessie Potter Vonnoh
Bessie Potter Vonnoh (Saint Louis, 17 agosto 1872 – New York, 8 marzo 1955) è stata una scultrice statunitense.
Vonnoh divenne principalmente conosciuta per le sue piccole statue di bronzo ritraenti scene di vita quotidiana e le sue fontane da giardino. Secondo quanto dichiarò durante un'intervista del 1925, l'artista desiderava "suo scopo artistico, come disse in un'intervista del 1925, era quello della ricerca della bellezza nella vita di tutti i giorni, per catturare la gioia e il ritmo della vita moderna americana".

## Biografia

### La gioventù

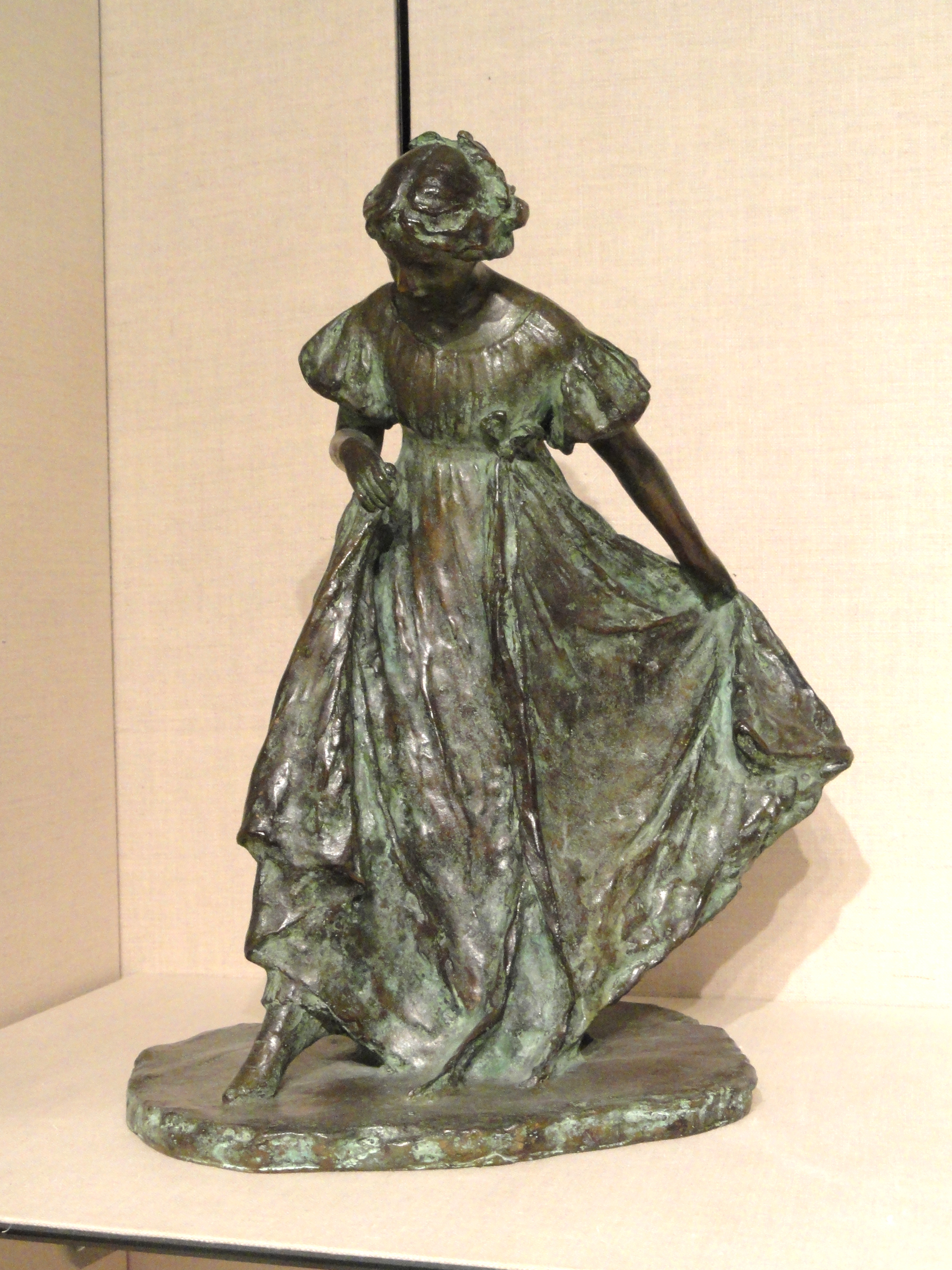
Girl Dancing (1897)

Bessie Onahotema Potter nacque a Saint Louis, nel Missouri, ed era l'unica figlia di Alexander (deceduto a soli 38 anni nel 1974 a causa di un incidente) e Mary McKenney Potter, che erano entrambi originari dell'Ohio. Nel 1877, la futura scultrice e sua madre si trasferirono presso la famiglia di quest'ultima a Chicago. Qui, Bessie decise di diventare una scultrice dopo aver studiato modellistica a scuola. Nel 1886, all'età di 14 anni, si iscrisse ai corsi di scultura dell'Art Institute of Chicago riuscendo a pagare la retta scolastica anche grazie a Lorado Taft, uno scultore locale che la fece lavorare nel suo studio tutti i sabati. Dal 1890 al 1891, Bessie studiò con Taft presso l'istituto d'arte mentre terminava i corsi di scultura.
Bessie divenne una delle cosiddette "White Rabbits", un gruppo di scultrici (comprendenti fra le altre Helen Farnsworth Mears e Janet Scudder) che aiutarono Taft a ornare le strutture della Fiera Colombiana di Chicago. Bessie realizzò anche una commissione indipendente (la Personificazione dell'Arte) per l'Illinois State Building eretto in occasione dell'Esposizione chicagoana.
Nel 1895, Bessie viaggiò in Europa e conobbe Auguste Rodin. In questo periodo realizzò anche la sua statuetta più famosa, The Young Mother (1896), che fu realizzata prendendo a modello Margaret Daisy Gerow, una White Rabbit e moglie dello scultore Alexander Phimister Proctor, e il loro figlio. Nel 1898, Bessie fu incaricata di creare un busto del generale Samuel W. Crawford che fu collocato sullo Smith Memorial Arch di Filadelfia.
Nel 1899, la scultrice si sposò il pittore impressionista Robert Vonnoh, andò a vivere con questi nella sua casa a Rockland Lake, nello stato di New York, ed ebbe una luna di miele a Parigi. Durante l'L'Exposition de Paris 1900, le fu assegnata una medaglia di bronzo per A Young Mother ed espose anche un'altra statuetta nota come Girl Dancing.
L'artista partecipò anche all'Esposizione panamericana (1901) di Buffalo, durante la quale ricevette una menzione d'onore per A Young Mother, sia all'Esposizione internazionale della Luisiana (1904) di Saint Louis, in cui un gruppo di dieci opere da lei realizzate fu premiato con una medaglia d'oro.

### Gli anni centrali

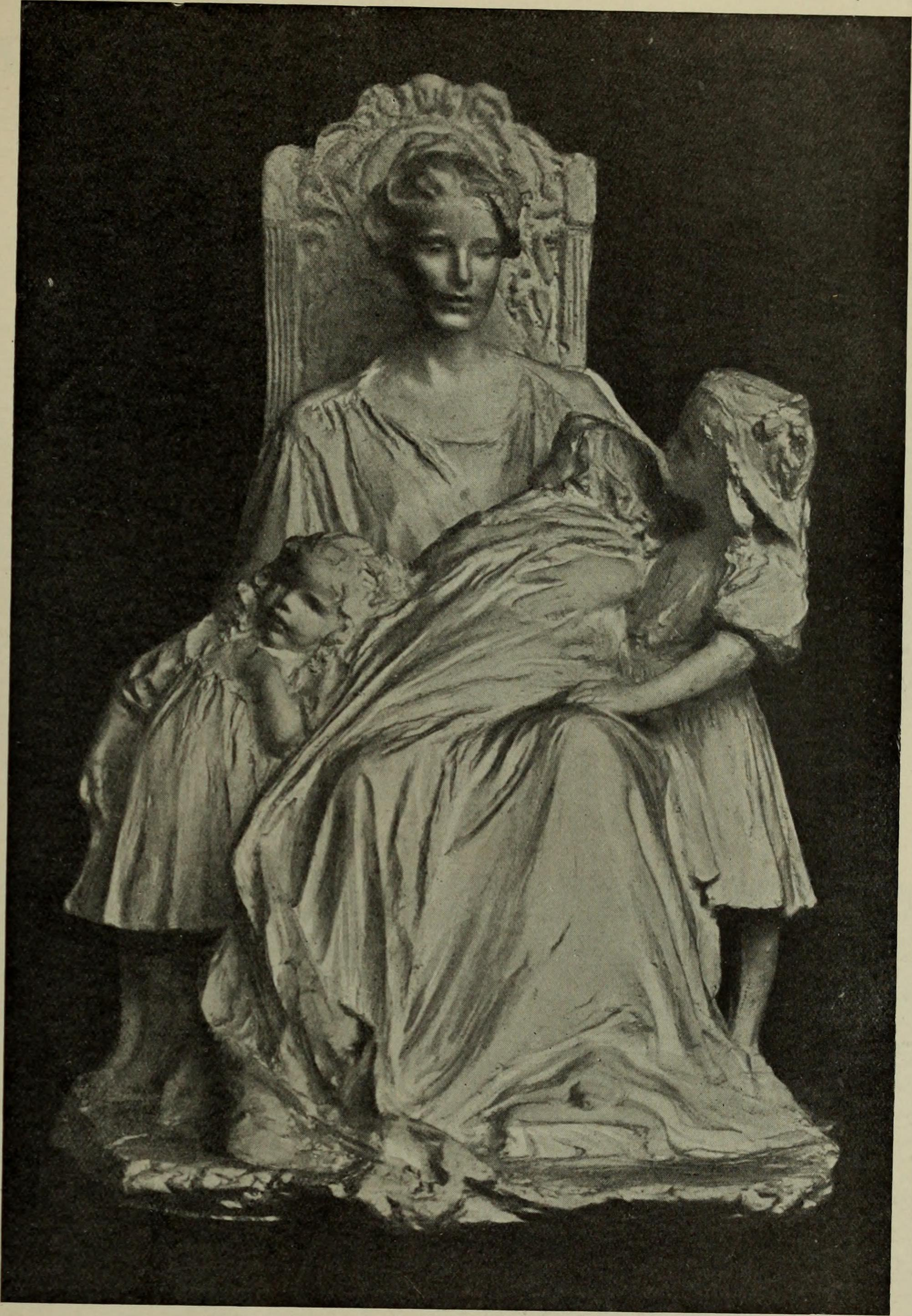
Enthroned (1897)

Intorno al 1903 i Vonnoh aprirono un atelier a Manhattan e, durante la metà dello stesso anno, iniziarono a frequentare la colonia di artisti di Old Lyme, nel Connecticut.
Grazie alle loro piccole dimensioni e alle loro forme delicate, le sculture di Bessie Vonnoh, che erano solitamente figure umane, si adattavano bene agli interni delle case. La sua Water Lilies, realizzata nel 1913, ritrae la figlia di Frank DuMond ed Helen Savier, due artisti che conobbe a Old Lyme. Vonnoh dichiarò di essere "determinata a dimostrare che una somiglianza così perfetta e la stessa bellezza potevano essere riprodotte tanto in statuette alte dodici pollici e in busti di sei pollici, quanto in figure a grandezza naturale e colossali che possono essere inserirsi in così poche case."
In un articolo del New York Times dedicato a una mostra dell'artista presso la New York Academy of Art apparso nel dicembre del 1912, fu riportato che le sculture di Vonnoh sono "adorabili" e "stilisticamente affascinanti". Nello stesso articolo viene riportato che "dobbiamo applaudire, una volta di più, la sua (di Bessie Vonnoh) capacità di armonizzare i dettagli nel costume moderno, e il suo modo di selezionare le caratteristiche più peculiari da enfatizzare." Nel 1915 Bessie Vonnoh espose le sue opere all'Armory Show. Nel 1921 fu eletta accademica della National Academy of Design. Dieci anni più tardi divenne membro dell'American Academy of Arts and Letters.
Nel 1933, suo marito morì all'età di 75 anni. Nel 1937, Vonnoh completò il suo lavoro su larga scala più noto, la Burnett Memorial Fountain oggi situata a Central Park.

### Gli ultimi anni e la morte
Dopo la morte del suo primo marito, Vonnoh realizzò relativamente poche opere. Nel 1948 si risposò con il dottor Edward L. Keyes, Jr., che morì solo nove mesi dopo il matrimonio. L'artista morì a New York nel 1955, all'età di 82 anni. Vonnoh è sepolta accanto al suo primo marito, Robert Vonnoh (1858-1933) nel cimitero di Duck River di Old Lyme.